# Bieszczady
As montanhas Bieszczady, situadas na parte sudeste da Polónia, estendem-se pela Eslováquia e Ucrânia e fazem parte da cordilheira dos Cárpatos. O seu ponto mais alto em território polaco é o monte Tarnica (1346 metros de altitude). Contudo o seu ponto mais alto é o monte Pikuj na Ucrânia com 1408 metros de altitude.
Dividem-se em:
- Bieszczady de oeste (no território da Polónia, da Eslováquia e da Ucrânia)
- Bieszczady de leste (no território da Ucrânia).

Nas florestas de Bieszczady vivem lobos, cervos, bisontes-europeus, ursos, linces e outros animais muitas das vezes encontrados somente nesta parte do país. Os połoniny constituem o elemento muito característico destas montanhas. São prados extensos e situados nas suas partes mais altas. Numa grande parte das montanhas Bieszczady foi fundado o Parque Nacional de Bieszczady (um dos 23 parques nacionais da Polónia, criado em 1973).